# Алексій (Сергеєв)
Архієпископ Алексій (у миру Віктор Михайлович Сергєєв; 15 січня 1899, Московська губернія — 6 квітня 1968, Москва) — архієпископ Російської православної церкви.

## Біографія
З міщанської родини. У 1916 році закінчив загальноосвітній відділення Школи живопису, скульптури і зодчества, а в 1919 році — архітектурне відділення Школи зодчества.
У 1923 році вступив послушником в Смоленсько-Зосимовський монастир Володимирської єпархії.
22 березня 1923 року возведений у сан диякона.
Смоленсько-Зосимовський монастир невдовзі закрили і більшість братії перейшло у Високо-Петровський монастир.
У 1925 році пострижений у чернецтво в Високопетровскому монастирі Москви архієпископом Варфоломієм (Ремовим). 16 січня 1927 року возведений у сан ієромонаха.
Влітку 1929 року храм в Петровському монастирі було закрито, і ченці перейшли в храм преподобного Сергія на Великій Дмитрівці.
У 1932 році архієпископом Варфоломієм (Ремовим) возведений у сан архімандрита.
16 квітня 1932 року його було заарештовано за «проведення систематичній антирадянській агітації». Був звільнений одним з перших заарештованих.
З 1932 року був настоятелем храму Різдва Пресвятої Богородиці, що в Путінках, в Москві.
На початку 1933 року подав у правоохоронні органи відомості про те, що при храмі преподобного Сергія створено нелегальний монастир і Духовна академія, і під час слідства виступив свідком звинувачення проти братії та парафіян Сергіївського храму. Всього по цій справі було заарештовано двадцять чотири людини — священнослужителі і миряни, в тому числі і преподобномученик ієромонах Феодор (Богоявленський).
21 травня 1935 року указом Патріаршого Місцеблюстителя митрополита Сергія архимандриту Олексію визначено бути єпископом Каширським, вікарієм Московської єпархії.
2 червня 1935 року в храму Різдва Пресвятої Богородиці, що в Путінках, відбулася хіротонія архімандрита Алексія в єпископа Каширського. Хіротонію здійснювали митрополит Московський і Коломенський Сергій (Страгородський) і вікарії Московської єпархії — архієпископ Дмитровський Питирим (Крилов) та єпископ Бронницький Сергій (Воскресенський).
З 3 січня 1936 року — єпископ Серпухівський, вікарій Московської єпархії.
18 серпня 1937 року призначений єпископом Вологодським; указ «призупинено» з причини хвороби єпископа.
З 25 серпня 1937 року — єпископ Єгор'євський, вікарій Московської єпархії.
З 14 вересня 1937 року — єпископ Іванівський.
У 1938 році після того, як він побачив у радянських газетах ім'я патріаршого місцеблюстителя серед «шпигунів і диверсантів», поспішив оголосити про розрив з ним і проголосив «автокефалію» в Іванові. У 1939 році заборонений у священнослужінні і відданий суду архієреїв. Акт заборони підписали: митрополит Сергій (Страгородський), митрополит Алексій (Сіманський), архієпископ Палладій (Шерстенников).
Однак незабаром він був прийнятий назад в Московський Патріархат, оселився в Москві і вже 22 серпня 1940 року брав участь у хіротонії єпископа Дамаскіна (Малюти). 31 жовтня 1940 року призначений єпископом Тульським, з дорученням архієрейських богослужінь в московському храмі святителя Миколая в Хамовниках.
Після приєднання до СРСР Бессарабії і Північної Буковини постало питання про встановленні церковного життя в цих землях і пошуки кандидата призвели до єпископа Алексія. Указом Московської Патріархії від 3 грудня 1940 року він був відряджений у Кишинів як керуючий православними громадами Кишинівської, Бельцької, Ізмаїльської та Чернівецької єпархій терміном на 6 місяців. Указом Московської Патріархії від 12 травня 1941 року призначений архієпископом Кишинівським і Бессарабським із залишенням за ним Ізмаїльської та Бельцької єпархій та за дорученням управління Чернівецької єпархії; він титулувався як «екзарх Бессарабський і Північнобуковинский».
Після вторгнення німецьких військ, у зв'язку з залишенням Червоною армією Молдавії, архієпископ спішно покинув свою єпархію і був призначений на Орловську і Курську кафедру. Відомо, що під Воздвиження він служив у цвинтарній церкві Орла. Коли ж німецькі війська зайняли і Орел 3 жовтня 1941 року, йому 14 жовтня того ж року був засвоєний титул архієпископа Тамбовського.
На лютий 1942 року — архієпископ Уфимський, але в Уфу прибути не зміг, живучи в Москві.
З 13 липня 1942 року — архієпископ Рязанський, з позволением виїхати в свою єпархію.
З 14 липня 1943 року — керуючий Калузької і Тульської єпархіями.
8 вересня 1943 року він був учасником Архієрейського Собору Російської Православної Церкви.
З травня 1944 року — архієпископ Ярославський і Ростовський.
Нагороджений медаллю "За доблесну працю у Великій Вітчизняній війні 1941—1945 рр .. ".

### Агент НКГБ
Народний комісар Державної безпеки СРСР Меркулов у 1944 році згадував ім'я Алєксея в доповідній записці Сталіну. 
«З огляду на те, що митрополит Миколай (Ярушевич) в даний час є членом Державної Надзвичайної Комісії по встановленню і розслідуванню німецьких злодіянь, патріарх Сергій має намір відрядити в Нью-Йорк Рязанського архієпископа Алексія (Сергєєва) з особистим секретарем. НКДБ СРСР намічає під цим церковним прикриттям організувати розвідувальну резидентуру в США.
До завдань резидентури входитимуть:
1) проведення роботи по возз'єднанню з московською патріархією всіх російських православних церков в США і поширення на них патріаршого впливу,

2) зав'язування потрібних зв'язків і вербування корисних нам осіб для ведення розвідувальної роботи в США».

### Діяльність в Америці
У другій половині 1945 року він був посланий патріархом Алексієм І в Америку для переговорів з митрополитом Феофілом (Пашковським) про відновлення канонічного зв'язку Північно-Американської митрополії. 6 вересня архієпископ Ярославський і Ростовський Алексій прибув до США. Його прийом був підготовлений і здійснений духовенством і мирянами як Московського Патріархату, так Північно-Американської митрополії, що об'єдналися в спеціальний Комітет із зустрічі патріаршого посланця. Крім представників Російської Православної Церкви, до приїзду архієпископа Алексія виявили значний інтерес американські релігійні організації, вважаючи, що його візит сприятиме справі об'єднання.
Під впливом церковно-громадської думки, яку висловлювали клірики та парафіяни Північноамериканського митрополичого округу митрополит Феофіл виявив згоду на особисту зустріч з патріаршим посланником, яка відбулася 25 жовтня 1945 року в приміщенні американської митрополії. На цій зустрічі митрополит Феофіл пред'явив архієпископу Олексію наступні умови возз'єднання: повна автономія, затвердження його, тобто митрополита Феофіла, предстоятелем Церкви в Америці і невтручання Московської Патріархії у внутрішні справи автономії. Архієпископ Алексій, посилаючись на те, що пункти умов представлені на англійській мові, вимагав окремого переведення їх на російську мову і відклав продовження обговорення до наступної зустрічі. Патріарх телеграфував своєму посланцеві: «Умови Митрополита Феофіла визнаю неприйнятними».
8 листопада відбулася друга зустріч архієпископа Алексія і митрополита Феофіла. На ній патріарший представник висунув зустрічні вимоги до митрополита Феофіла: визнати Патріарха Московського і всієї Русі Алексія (Симанського) главою Американської Церкви; розірвати всі відносини з главою РПЦЗ митрополитом Анастасієм (Грибановським) і скликати найближчим часом Всеамериканський Собор.
З самого початку своєї місії в Північній Америці архієпископ Алексій (Сергеєв) різко дистанціювався від патріаршого екзарха митрополита Веніаміна (Федченкова) і навіть не звершував разом з ним богослужіння. Вважалося, що таким чином переговори з митрополитом Феофілом будуть проходити успішніше. Запевняючи, що наділений особливими патріаршими правами, архієпископ Алексій зовсім усунув митрополита Веніаміна від управління єпархією і не тільки не радився з ним по «американським питанням», але навіть і не слухав його думки.

### Повернення в Росію
7 березня 1946 року архієпископ Алексій (Сергєєв) відбув у Москву, поставивши замість себе «комісію» по справах примирення на чолі з єпископом, а незабаром архієпископом Нью-Йоркським Макарієм (Ільїнським).
13 січня 1947 року призначений архієпископом Курським і Білгородським.
3 червня 1948 року призначений архієпископом Челябінським і Златоустівським, але указу не підкорився. 2 липня того ж року звільнений на спокій, а 24 серпня знову призначений на ту ж кафедру.
Коли з зими 1948—1949 років в країні знову посилився контроль за діяльністю релігійних організацій, знову почалися арешти священнослужителів і закриття церков патріарх Алексій постійно закликав духовенство до обережності, стриманості у діях, щоб по можливості виключити будь-яку можливість застосування жорстких заходів з боку влади.
Архієпископ Алексій, не будучи прихильником активного архієрейського служіння, зробив усе можливе в дусі вимог влади. Практично були припинені поїздки керуючого єпархією; щомісячний випуск бюлетеня про церковне життя єпархії архієпископ вважав несвоєчасним, від священиків ж він вимагав скорочення часу служби, «бо в церкву приходять трудящі, які до цього займалися суспільно-корисною працею». Всі клопотання віруючих про відкриття храмів відхилялися і, навпаки, заяви-вимоги місцевих органів влади про закриття діючих храмів, як правило, вирішувалися позитивно. В січні 1949 року він підписав указ по єпархії про заборону священикам виконувати релігійні треби вдома і, нарешті, своїм рішенням від 19 квітня 1949 року рекомендував обмежити дзвін на Великдень і «зосередити на території храму або кладовища всі звичаї, які церковним статутом прописано здійснювати поза стінами храмів єпархії».
Постановою Синоду від 17 березня 1950 року призначений архієпископом Калінінським і Кашинським.
20 липня 1951 року йому доручено тимчасове управління Великолукською єпархією.
29 липня 1954 року, згідно проханню, звільнений на спокій, за постановою Синоду «з позбавленням на майбутнє права займати яку-небудь єпископську кафедру». У всіх обласних і крайових газетах були надруковані уривки зі скандального процесу під час керування ним Калінінської єпархії.
Проте з 14 березня 1957 року його призначають архієпископом Алм-Атинським.
Але вже 20 лютого 1958 року рішенням Синоду, незважаючи на його прохання про надання двомісячної відпустки, звільнений на спокій «через хворобливий стан».
Проживав на спокої у Москві. Помер 6 квітня 1968 року в Москві після тривалої хвороби. Відспівування відбулося 8 квітня 1968 року в храмі Калітніковського кладовища в Москві. На цьому ж цвинтарі він і був похований.

## Твори
- «Воры и убийцы в церковной ограде» // Правда о религии в России. М., 1942. С. 335—352;
- «На алтарь Родины» // Правда о религии в России. С. 148—162.